# Saarbrücken (huyện)
Saarbrücken (huyện) là một huyện đặc biệt, qua cải tổ hành chính nó được nhập lại từ Saarbrücken (huyện) và Thành phố độc lập Saarbrücken. Huyện này nằm ở phía Nam bang Saarland, Đức. 

## Biểu trưng
| Coat of arms |

## Xã và thị trấn
| Thành phố                                                                | Xã                                                                              |
| ------------------------------------------------------------------------ | ------------------------------------------------------------------------------- |
| 1. Friedrichsthal 2. Püttlingen 3. Saarbrücken 4. Sulzbach 5. Völklingen | 1. Großrosseln 2. Heusweiler 3. Kleinblittersdorf 4. Quierschied 5. Riegelsberg |